# La italiana
La italiana és una pintura a l'oli realitzada per Van Gogh el 1887 i actualment exposada al Museu d'Orsay de París.
El subjecte representat és una dona asseguda, presumiblement Agostina Segatori, antiga model de Corot, Gérôme i Manet, i propietària del cafè del Tambourin, al boulevard de Clichy, a París. Amb ella, Van Gogh hi va tenir una breu relació amorosa uns mesos abans d'executar aquest retrat.
La dona és retratada frontalment, vestida amb vestits folklòrics i amb un mocador vermell al cap que li cobreix els negres cabells. De la cadira sobre la qual es troba asseguda, blava, es veu només una cantonada del respatller al seu darrere. El fons és una taca uniforme de color groc, la qual cosa recorda la tècnica de la taca de color pur i opac de les estampes. Aquesta absència de referències de perspectiva dona a la tela una certa bidimensionalitat, la qual falta, tanmateix, al cap de la figura, enriquida per tons clarobscurs que fan intuir la profunditat i la consistència. Sobre el costat dret i sobre el superior de la tela està pintat un marc amb uns colors que recorden als de la faldilla de la model.